# 克里斯蒂安娜·吉雷利
克里斯蒂安娜·吉雷利（義大利語：Cristiana Girelli；1990年4月23日—），意大利女子足球运动员，司职前锋，目前效力于尤文图斯足球俱乐部和意大利国家女子足球队。她曾代表意大利参加2022年欧洲女子足球锦标赛和2023年国际足联女子世界杯等多场国际赛事。